# Unexpected Places (film fra 1918)
Unexpected Places er en amerikansk stumfilm fra 1918 af E. Mason Hopper.

## Medvirkende
- Bert Lytell - Dick Holloway
- Rhea Mitchell - Ruth Penfield
- Rosemary Theby - Cherie
- Colin Kenny - Lord Harold Varden
- Louis Morrison - Hiram Penfield